# Giro dell'Umbria 1953
Il Giro dell'Umbria 1953, ventunesima edizione della corsa, si svolse in tre tappe, dal 4 al 6 settembre 1953, su un percorso di complessivi 630 km. Fu vinto dall'italiano Pietro Nascimbene, che completò il percorso in 18h27'00" precedendo i connazionali Bruno Tognaccini e Gianfranco Sobrero.
Fu organizzato dal settimanale Centro Italia, in collaborazione con l'U.S. Lavoratori Terni, e riservato ai dilettanti Seniores e Juniores.

## Percorso
La prima tappa si avviò da Terni, e passando da Narni, Amelia, Baschi, Orvieto, Ficulle (Gran Premio della Montagna), Città della Pieve giunse al traguardo di Castiglione del Lago. La seconda tappa, dopo il via da Castiglione del Lago, attraversò Passignano sul Trasimeno, Perugia, Foligno, Nocera Umbra, Gualdo Tadino, Bottaccione (G.P.M.) e Gubbio per concludersi a Città di Castello. La terza tappa prese il via da Città di Castello e si avviò verso sud transitando da Umbertide, Ponte San Giovanni, Torgiano, Collepepe, Todi, Spoleto, il Valico della Somma (G.P.M.), la Forca dell'Arrone (G.P.M.) e Rieti; da qui rientro a Terni, con arrivo allo Stadio viale Brin.

## Tappe
| Tappa  | Data        | Percorso                                 | km  | Vincitore di tappa | Leader cl. generale |
| ------ | ----------- | ---------------------------------------- | --- | ------------------ | ------------------- |
| 1ª     | 4 settembre | Terni > Castiglione del Lago             | 160 | Pietro Nascimbene  | Pietro Nascimbene   |
| 2ª     | 5 settembre | Castiglione del Lago > Città di Castello | 220 | Bruno Tognaccini   | Pietro Nascimbene   |
| 3ª     | 6 settembre | Città di Castello > Terni                | 250 | Ercole Marabotto   | Pietro Nascimbene   |
| Totale | Totale      | Totale                                   | 630 |                    |                     |

## Dettagli delle tappe

### 1ª tappa
- 4 settembre: Terni > Perugia – 160 km

Risultati
| Pos. | Corridore          | Squadra      | Tempo    |
| ---- | ------------------ | ------------ | -------- |
| 1    | Pietro Nascimbene  | V.C. Rolando | 4h55'00" |
| 2    | Gianfranco Sobrero | V.C. Rolando | s.t.     |
| 3    | Libero Violante    | -            | a 12'08" |

| Pos. | Corridore          | Squadra      | Tempo    |
| ---- | ------------------ | ------------ | -------- |
| 1    | Pietro Nascimbene  | V.C. Rolando | 4h55'00" |
| 2    | Gianfranco Sobrero | V.C. Rolando | ?        |
| 3    | ?                  | -            | ?        |

### 2ª tappa
- 5 settembre: Perugia > Città di Castello – 220 km

Risultati
| Pos. | Corridore         | Squadra        | Tempo    |
| ---- | ----------------- | -------------- | -------- |
| 1    | Bruno Tognaccini  | S.C. Aquila    | 6h15'21" |
| 2    | Pietro Nascimbene | V.C. Rolando   | s.t.     |
| 3    | Vasco Ciapini     | U.S. P. Romana | a 47"    |

| Pos. | Corridore         | Squadra      | Tempo     |
| ---- | ----------------- | ------------ | --------- |
| 1    | Pietro Nascimbene | V.C. Rolando | 11h10'21" |
| 2    | ?                 | -            | ?         |
| 3    | ?                 | -            | ?         |

### 3ª tappa
- 6 settembre: Città di Castello > Terni - 250 km

Risultati
| Pos. | Corridore        | Squadra     | Tempo    |
| ---- | ---------------- | ----------- | -------- |
| 1    | Ercole Marabotto | U.S. Savon. | 7h14'54" |
| 2    | Colombo Cassano  | -           | a 1'44"  |
| 3    | Bruno Trombin    | V.C. Padova | s.t.     |

| Pos. | Corridore          | Squadra      | Tempo     |
| ---- | ------------------ | ------------ | --------- |
| 1    | Pietro Nascimbene  | V.C. Rolando | 18h26'59" |
| 2    | Bruno Tognaccini   | S.C. Aquila  | a 5'00"   |
| 3    | Gianfranco Sobrero | V.C. Rolando | a 5'14"   |

## Classifiche finali

### Classifica generale - Maglia verde
| Pos. | Corridore          | Squadra      | Tempo     |
| ---- | ------------------ | ------------ | --------- |
| 1    | Pietro Nascimbene  | V.C. Roland. | 18h26'59" |
| 2    | Bruno Tognaccini   | S.C. Aquila  | a 5'00"   |
| 3    | Gianfranco Sobrero | V.C. Rolando | a 5'14"   |
| 4    | Bruno Trombin      | V.C. Padova  | a 6'24"   |
| 5    | Colombo Cassano    | -            | a 7'26"   |
| 6    | Paolo Piumarta     | -            | a 7'44"   |
| 7    | Vasco Ciapini      | P. Romana    | a 7'48"   |
| 8    | Idrio Bui          | -            | a 9'30"   |
| 9    | Eraldo Carota      | -            | a 11'24"  |
| 10   | Noè Conti          | -            | s.t.      |

### Classifica del Gran Premio della Montagna
| Pos. | Corridore        | Squadra         | Punti |
| ---- | ---------------- | --------------- | ----- |
| 1    | Rebo Mariani     | G.S. Ugolinelli | 15    |
| 2    | Ercole Marabotto | U.S. Savonese   | 9     |
| 3    | Paolo Piumarta   | -               | 6     |
| 4    | Bruno Trombin    | V.C. Padova     | 4     |
| 4    | Vasco Ciapini    | U.S. P. Romana  | 4     |